# Mysmena guianensis
Espèce
Mysmena guianensis est une espèce d'araignées aranéomorphes de la famille des Mysmenidae.

## Distribution
Cette espèce est endémique du Guyana.

## Description
Le mâle holotype mesure 0,5 mm.

## Étymologie
Son nom d'espèce, composé de guian[a] et du suffixe latin -ensis, « qui vit dans, qui habite », lui a été donné en référence au lieu de sa découverte, le Guyana.

## Publication originale
- Levi, 1956 : The spider genus Mysmena in the Americas (Araneae, Theridiidae). American Museum Novitates, no 1801, p. 1-13 (texte intégral).